# Noordin Mohammad Top
Noordin Mohammad Top, còn gọi là Noordin Muh Top, Noordin Mat Top, và Noordin Din Moch Top (11 tháng 8 năm 1968 – 17 tháng 9 năm 2009) là một trùm khủng bố cao cấp theo đạo Hồi từ Indonesia.
Ngày 17 tháng 9 năm 2009, cảnh sát tấn công vào nhà trú và bắn chết Noordin Mohammad Top tại Central Java.

## Các vụ đánh bom
Sinh tại Kluang, Johor, Malaysia, Top bị tình nghi là đã góp phần và chế tạo các loại bom, đồng thời đã ủng hộ tài chánh cho nhóm Hồi giáo Jemaah Islamiyah (JI). Sau đó ông tách khỏi JI lập ra nhánh khủng bố Al-Qaeda của quần đảo Malay. Theo FBI thì Top là một chuyên viên chất nổ cao cấp. Ông còn chỉ huy, chiêu dụ và huấn luyện cho nhóm JI.
Noordin và Azahari Husin bị tình nghi là nằm sau các vụ đánh bom khách sạn Marriott Jakarta 2003, sứ quán Úc tại Jakarta 2004, Bali năm 2005 và khách sạn Marriott-Ritz-Carlton Jakarta 2009. Top còn bị nghi là phụ giúp các vụ đánh bom tại Bali 2002.
Top có biệt danh "người làm tiền", là một tay nhồi sọ chuyên kêu gọi huấn luyện các quân sĩ hy sinh tự sát bằng cách mang bom vào người đi vào và tự làm nổ bom ở những nơi đông dân. Top cũng là người thu nhận tiền tài trợ các cuộc khủng bố.
Top bị chính quyền Malaysian và Indonesian truy nã và sau năm 2006 FBI nêu tên Top là người thứ ba trong danh sách những tội phạm khủng bố đang bị truy nã trên thế giới.

## Bị bắn chết
Sau khi lẩn tránh pháp luật trong bảy năm, trong khi tiếp tục gây kinh hoàng ở Indonesia bằng các vụ khủng bố chết người với sự tài trợ của al-Qaeda, Noordin bị giết trong một cuộc hành quân của cảnh sát ngày 17/9, 2009, theo tổng giám đốc cảnh sát quốc gia Indonesia, Bambang Hendarso Danuri. Cảnh sát săn lùng các nghi can trong vụ nổ bom ở hai khách sạn sang trọng tại thủ đô Jakarta đã tấn công vào một căn nhà ở trung bộ Indonesia, gây ra một vụ nổ súng kéo dài nhiều giờ và chấm dứt vào lúc rạng sáng với một tiếng nổ lớn. Bốn nghi can khủng bố thiệt mạng, kể cả Noordin. Có ba nghi can khác bị bắt.
Vụ nổ làm cháy nám căn nhà, bung mái và sập tường. Xác Noordin được tìm thấy bên trong căn nhà ở khu ngoại ô thành phố Solo ở trung bộ Java, đảo chính ở Indonesia. Dấu tay của Noordin được giới hữu trách ở Malaysia, nơi Noordin sinh ra, cung cấp và được xác nhận là giống với dấu tay của xác người trong nhà. Xác các nghi can được đưa về Jakarta để tiếp tục giảo nghiệm. Việc thử nghiệm DNA được thi hành và xác nhận chính là thi thể của Noordin. Hàng trăm ký lô chất nổ, các khẩu súng M-16, lựu đạn và bom được di chuyển ra khỏi căn nhà và các xe cứu thương chở xác các nghi can và những người bị thương đi nơi khác. Tuyên bố trong một cuộc họp báo, Danuri nói phía chính phủ đã kêu gọi Noordin đầu hàng nhưng ông ta vẫn tiếp tục nổ súng.